# Thaís Carvalho
Thaís Carvalho Moura, conhecida como Thaís Moura (Belo Horizonte, 8 de setembro de 1991) é uma atiradora esportiva brasileira.
Nasceu em Minas Gerais e com apenas 3 anos, mudou-se com a sua família para Fortaleza, adotando o Ceará como terra natal.
O contato com o tiro veio somente aos 13 anos, quando acompanhou a mãe em uma competição amadora. Olheiros acabaram reparando na menina atenta a tudo o que se passava ao redor e o convite para o esporte foi feito; na primeira competição, ela ganhou ouro. Ganhou três ouros seguidos em Jogos Sul-Americanos (2006, 2007 e 2008). O primeiro, em 2006, foi vencido com apenas seis meses de treino, surpreendendo a todos que eram contra a sua participação no torneio.
Integrou a delegação nacional que disputou os Jogos Pan-Americanos de 2011 em Guadalajara, no México, porém teve um desempenho mediano, terminando em 14°, com 368 pontos.
Thais foi admitida em 2014 como atleta de alto rendimento do PROLIM, Programa Olímpico da Marinha.
Medalhista de Bronze individual na categoria Pistola de Ar Dama, na I Copa Sudamericana 2016, realizada na cidade de Santiago - Chile. 
Medalhista de Bronze individual na categoria Pistola Sport Dama, na II Copa Sudamericana 2017, realizada na cidade do Rio de Janeiro.
Campeã Brasileira 2017 na categoria Pistola Sport Dama, individual e por equipe. A final do Campeonato Brasileiro 2017 foi realizada nas dependências do Centro Militar de Tiro Esportivo (CMTE), no bairro de Deodoro, Rio de Janeiro - RJ.
Em 2018, mais uma vez se consagrou Campeã Sul Americana na modalidade de Pistola de Ar Comprimido. Foi Campeã ainda, ao lado do medalhista olímpico, Felipe Almeida Wu, na categoria dupla mista! E garantiu a medalha de bronze na Pistola Sport. O Campeonato foi realizado na cidade de Santiago do Chile. 
Em Novembro de 2018, durante o Campeonato das Américas, Guadalajara no México, Thaís conquistou a vaga para participar dos Jogos Pan Americanos 2019 que serão sediados em Lima, Peru!